# Valeriano Bécquer
Valeriano Domínguez Bécquer (n. 15 decembrie 1833, Sevilla, Andaluzia, Spania – d. 23 septembrie 1870, Madrid, Noua Castilie⁠(d), Spania) a fost un pictor și grafician spaniol, care a lucrat adesea în stilul costumbrist.

## Biografie
S-a născut la Sevilla. Tatăl său, José Domínguez Bécquer⁠(d), a fost și el pictor, iar fratele său mai mic a fost poetul Gustavo Adolfo Bécquer. Primele sale lecții de artă i-au fost oferite de tatăl său, care a murit când Valeriano avea doar opt ani. Ulterior, a fost crescut de familia mamei sale și a luat lecții de la unchiul său Joaquín Domínguez Bécquer⁠(d), fiind asistent în atelierul său până în 1853. Mai târziu, a studiat și cu Antonio Cabral Bejarano.
Scurta sa căsătorie cu fiica unui marinar irlandez a eșuat în 1862, după ce a avut doi copii, și și-a urmat fratele la Madrid. În 1865, a primit o comandă guvernamentală pentru a picta scene de festivaluri, costume și obiceiuri din diferitele regiuni spaniole, ceea ce a dus la câțiva ani de călătorie. Proiectul a rămas neterminat, însă, când Glorioasa Revoluție a dus la retragerea grantului pentru comanda sa. Pentru a-și completa veniturile, a lucrat ca ilustrator și caricaturist pentru mai multe publicații, printre care La Ilustración Española y Americana⁠(d) și El Museo Universal, adesea împreună cu Gustavo.
O serie de desene satirice pornografice, Los Borbones en Pelota (care se joacă în privat), de „SEM” i-au fost atribuite lui și fratelui său, dar unii cercetători cred că sunt de fapt opera lui Francisco Ortego Vereda⁠(d), un oponent radical al regaliștilor. Au fost distribuite în mod privat la început și nu au fost publicate până în 1991.
A murit de o boală hepatică la Madrid, la vârsta de 36 de ani, cu doar trei luni înaintea fratelui său. De fapt, moartea lui Gustavo ar fi fost grăbită de acest eveniment, deoarece a căzut ulterior într-o depresie profundă și sănătatea lui fusese întotdeauna fragilă. Portretul pe care i l-a făcut lui Gustavo a fost folosit pe bancnota spaniolă de 100 de pesete din 1965 până în 1970 și a fost modelul pentru un bust memorial din parcul Maria Luisa.